# Francis Hueffer
Francis Hueffer  (születési neve Franz Hüffer) (Münster, 1845. május 22. – London, 1889. január 19.) német származású angol zenekritikus és zenetudós, librettóíró, a The Times zenekritikusa, a Wagner–Liszt-levelezés angol fordítója.

## Élete
Hueffer Münsterben (Vesztfália) született 1845. május 22-én. Filológiát és zenét tanult Londonban, Párizsban, Berlinben és Lipcsében, majd a Göttingeni Egyetemen doktori címet szerzett a 12. századi katalán trubadúr Guillem de Cabestant műveinek közreadásáért.
Tanulmányai befejeztével 1869-ben Londonban telepedett le, és 1878-tól James William Davisont követően a The Times művészeti, zenei rovatának munkatársa. Számos zenetudományi, zenetörténeti tárgyú és életrajzi könyve jelent meg, a Novello & Co kiadó által kiadott Great Musicians sorozat szerkesztője volt, valamint a Wagner–Liszt-levelezés angol fordítója. Liszt Ferenchez személyes kapcsolat is fűzte, Liszt egyik Hueffernek írt saját kezű levele a Magyar Nemzeti Levéltár tulajdona. Számos opera librettóírója, közülük az angol romantikus zeneszerző,  Alexander Mackenzie Colomba és The Troubadour operáinak, valamint a szintén angol romantikus zeneszerző, Frederic Hymen Cowen Sleeping Beauty kantátájának szövegírója.
Hueffer felesége, Catherine Madox Brown az angol író- és művészcsoporthoz, a preraffaelitákhoz kapcsolódó művész és modell volt.
Két fiuk, Ford Madox Hueffer (Ford Madox Fordként vált ismert) és Oliver Madox Hueffer írók voltak.

## Művei (válogatás)
- Richard Wagner and the Music of the Future (1874) (reissued by Cambridge University Press, 2009; ISBN 978-1-108-00474-9) (Google Books)
- The Troubadours: A History of Provençal Life and Literature in the Middle Ages (1878) (Internet Archive)
- Musical Studies: A Series of Contributions, a collection of his articles from The Times and Fortnightly Review (1880) (reissued by Cambridge University Press, 2009; ISBN 978-1-108-00473-2) (Internet Archive)
- Wagner, in the Great Musicians series (1881) (reissued by Cambridge University Press, 2009; ISBN 978-1-108-00475-6) (Internet Archive)
- Italian and Other Studies (1883) (Google Books)
- Half a Century of Music in England: Essays Towards a History (1889; 2nd ed. 1898) (reissued by Cambridge University Press, 2009; ISBN 978-1-108-00472-5) (Internet Archive)
- Correspondence of Wagner and Liszt (1889; as translator) (reissued by Cambridge University Press, 2009; ISBN 978-1-108-00474-9) (Project Gutenberg: vol. 1; vol. 2)

## Fordítás
- Ez a szócikk részben vagy egészben  a   Francis Hueffer című angol Wikipédia-szócikk ezen változatának fordításán alapul.  Az eredeti cikk szerkesztőit annak laptörténete sorolja fel. Ez a jelzés csupán a megfogalmazás eredetét és a szerzői jogokat jelzi, nem szolgál a cikkben szereplő információk forrásmegjelöléseként.